# Județul Tighina (Republica Moldova)
Județul Tighina a fost până la reorganizarea administrativ-teritorială pe raioane, un județ al Republicii Moldova. Se învecina cu Ucraina, cu județele Lăpușna și Chișinău și cu Unitățile administrativ-teritoriale din stînga Nistrului. Capitala sa era, de jure, orașul Tighina, dar acesta fiind sub stăpînirea transnistreană, capitala de facto era Căușeni.
În județul Tighina se aflau 93 de localități, dintre care 4 orașe: Tighina, Căinari, Căușeni și Ștefan Vodă.